# Heather Langenkamp
Pour les articles homonymes, voir Langenkamp.
Heather Langenkamp, née le 17 juillet 1964 à Tulsa dans l'État d'Oklahoma, est une actrice, réalisatrice, scénariste, disc-jockey et productrice américaine, principalement connue pour son rôle de Nancy Thompson dans trois opus de la série de films Freddy (1984, 1987 et 1994).
Elle est également connue pour sa prestation de Marie Lubbock dans la sitcom Un toit pour dix (1988-1990) et du docteur Stanton dans la série The Midnight Club (2022). En dehors de sa carrière d'actrice, elle entame une carrière de productrice sur deux documentaires consacrés à la saga Freddy et de réalisatrice. Avec son mari, le maquilleur David LeRoy Anderson, elle dirige la société de maquillage d'effets spéciaux AFX Studios et a coordonnée les effets spéciaux de maquillage de films tels que L'Armée des morts, De l'ombre à la lumière et  La Cabane dans les bois.

## Biographie
Heather Elizabeth Langenkamp est née à Tulsa, dans l'Oklahoma. Sa mère, Mary Alice (née Myers), est une artiste et son père, Robert Dobie Langenkamp, était avocat spécialisé dans le pétrole. Son père était secrétaire adjoint au département de l'énergie dans l'administration Carter, où il était en partie responsable de la réalisation de la réserve pétrolière stratégique. Il a travaillé sous l'administration Clinton, où il a contribué à la privatisation de la réserve pétrolière navale n° 1. Il a ensuite été directeur du National Energy & Environmental Law & Policy Institute de la faculté de droit de l'université de Tulsa. Elle a deux frères et une sœur.
Elle a ensuite déménagé à Washington après la nomination de son père dans l'administration Carter, où elle a fréquenté la National Cathedral School for Girls, où elle obtient son diplôme en 1982. L'une de ses camarades de classe était Susan Rice qui deviendrait plus tard sa colocataire à l'Université Stanford.

### Vie privée
Elle a été mariée à Alan Pasqua de 1985 à 1987. Elle est mariée à David Le Roy Anderson depuis 1989.
Elle a deux enfants, Daniel Atticus Anderson, né en 1991 (décédé à l'âge de 26 ans des suites d'un cancer) et Isabelle Eve Anderson, née en 1994.

## Carrière

### Débuts et révélation avecLes Griffes de la nuit(1982-1987)

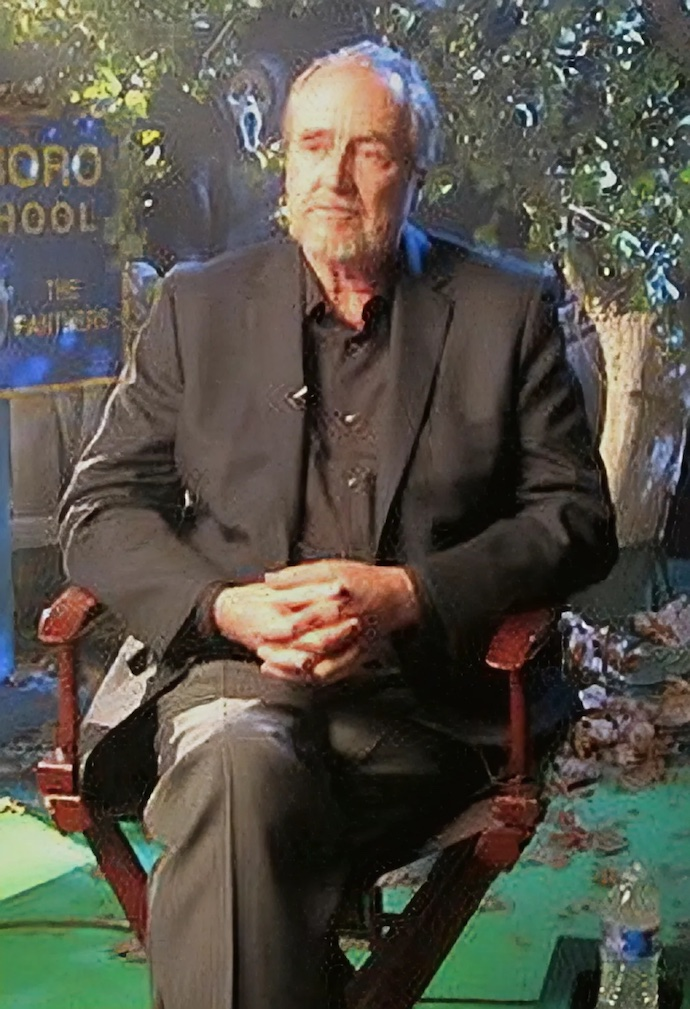
Wes Craven, réalisateur et scénariste des Griffes de la nuit, qui a révélé Heather Langenkamp.

À l'âge de dix-huit ans, Langenkamp travaille pour le Tulsa Tribune (en) où elle voit une publicité à la recherche de figurants pour Outsiders de Francis Ford Coppola à l'été 1982. Les auditions ont lieu dans une école primaire voisine où le directeur de casting prend un Polaroïd d'elle, Langenkamp reçoit un appel pour apparaître dans une scène de lycée, dans laquelle elle doit porter une tenue basée sur la mode des années 1950.Coppola tourne un autre film à Tulsa le même été, Rusty James, après Outsiders, l'amie de Langenkamp reçoit un appel téléphonique pour apparaître dans une scène de rue, et la mère de son amie se sent plus à l'aise avec Langenkamp, l'accompagnant sur le plateau le soir. Le directeur de casting lui permet de se joindre à l'équipe et lui donne des dialogues, dans lesquels elle fait plusieurs prises d'elle disant des dialogues au personnage de Matt Dillon. Outsiders et Rusty James n'incluent pas ses scènes mais l'aident à entrer dans la Screen Actors Guild. Ces expériences positives ont donné envie à Langenkamp de tenter de poursuivre une carrière d'actrice à Hollywood.
Pendant ses études à l'université de Stanford, elle se rend à Los Angeles le week-end pour passer des auditions, où elle a eu sa première audition officielle à Hollywood pour le film dramatique indépendant Nickel Mountain (1984), adaptation d'un roman de John Gardner. Lors de l'audition, sa voiture de location a été heurtée par un camion en fuite sur Cahuenga Boulevard. Le réalisateur du film, Drew Denbaum et le directeur de casting ont aidé Langenkamp pendant l'épreuve. Elle s'est liée d'amitié avec eux et a été choisie pour le rôle principal de Callie Wells. Elle a exprimé des regrets d'avoir fait la scène de nu car elle craignait d'exprimer son malaise pendant le tournage, car elle était une actrice prometteuse. Son rôle suivant était Beth, la fille des personnages incarnés par Joanne Woodward et Richard Crenna dans le téléfilm de CBS Passions (1984). La prestation de la jeune actrice reçoit des éloges de la critique. Langenkamp explique : « C'était un rôle complexe. Richard joue un mari infidèle qui a un fils avec sa maîtresse, donc mon personnage agissait comme un pont entre ces deux familles ».

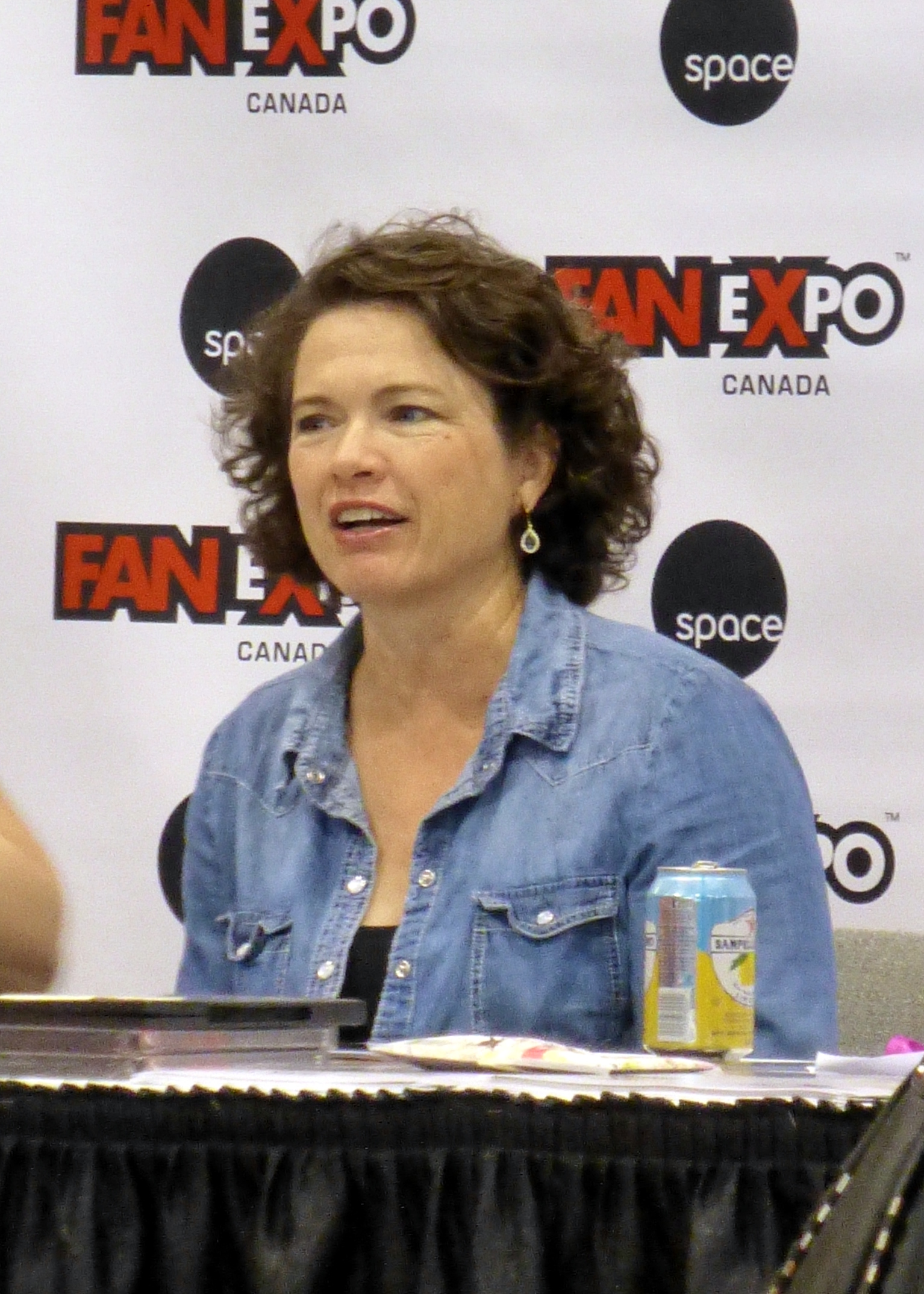
Langenkamp au Fan Expo Canada en 2014.

Langenkamp a eu connaissance d'auditions pour le film d'horreur Les Griffes de la nuit (1984) à la fin de 1983. La directrice de casting Annette Benson était familière à Langenkamp car elle l'avait fait venir pour lire pour le rôle principal dans La Nuit de la comète (1984), qui est finalement confié à Catherine Mary Stewart. Elle a auditionné pour le rôle très recherché de l'héroïne adolescente Nancy Thompson. Il n'y avait pas assez de chaises pour accueillir le nombre d'actrices auditionnant. Craven a déclaré qu'il voulait quelqu'un de très « non-Hollywood » et quelqu'un qui incarne la « fille d'à côté américaine » pour le rôle et pensait que Langenkamp avait ces qualités. Craven l'a informée qu'elle avait obtenu le rôle à l'hiver 1983. Elle a battu plus de 200 actrices auditionnant pour le rôle. Tourné en trente-deux jours à l'été 1984 à Los Angeles avec un budget de 1,8 million de dollars, le film remporte un énorme succès commercial avec plus de 57 millions de dollars de recettes mondiales, dont plus de 25 millions rien qu'aux États-Unis. Sa prestation est saluée par la critique et remporte le prix de la meilleure actrice au festival du film d'Avoriaz en 1985. Elle a ensuite été reconnue comme une scream queen. Plus tard en 1985, elle apparaît dans le clip vidéo de la chanson à succès Sleeping Bag, des ZZ Top.
En 1986, elle joue dans les séries télévisées anthologiques CBS Schoolbreak Special et ABC Afterschool Specials avant d'être choisie pour Suburban Beat (1985), un pilote d'une série télévisée qui n'a pas été retenu, où elle interprète Hope Sherman, la plus jeune femme au foyer. Craven approche Langenkamp pour reprendre son rôle de Nancy dans la troisième épisode de la série de films Freddy, Les Griffes du cauchemar (1987), sur les survivants des tentatives précédentes des attaques de Freddy Krueger. Le long-métrage connaît un succès au box-office, rapportant plus de 44 millions de dollars, pour un budget de 4 millions,. Plus tard après Les Griffes du cauchemar, elle a fait une apparition en tant que Tracy dans la série télévisée Les Aventures de Beans Baxter et Monica dans le feuilleton Hotel.

### Confirmation télévisuelle et suite de carrière (1988-1999)
Langenkamp obtient une reconnaissance supplémentaire lorsqu'elle tient le rôle principal de Marie Lubbock dans la série télévisée Un toit pour dix, diffusée entre 1988 et 1990 sur ABC, spin-off de la sitcom populaire Quoi de neuf docteur ?, dans laquelle elle a joué en tant qu'invitée. Un toit pour dix connaît de bonnes audiences, avant d'être annulée après une troisième saison. Parallèlement à la sitcom, elle a eu un rôle de victime dans le film d'horreur Shocker de Wes Craven (1989),, 
dans lequel elle fait une brève apparition dans le rôle de la première victime d'Horace Pinker montrée dans les journaux télévisés.
En 1994, Langenkamp interpréte la patineuse artistique Nancy Kerrigan dans le téléfilm de NBC Tonya & Nancy: The Inside Story, sorti en 1994, qui se concentrait sur l'agression de Kerrigan par le mari de Tonya Harding. La même année, Langenkamp revient dans la franchise Freddy avec Freddy sort de la nuit réalisé par Wes Craven qui est un film autonome et suit le voyage de Freddy Krueger dans le monde réel. Elle joue plutôt une version fictive d'elle-même, basée sur un incident de harcèlement dont elle a été victime et qui impliquait un fan en colère contre l'annulation de Un toit pour dix. À propos du film, Langenkamp a déclaré : « C'est un concept vraiment intéressant, et c'est l'un des seuls films d'horreur où le monstre est vraiment en arrière-plan, du moins jusqu'à la fin. Mais il s'agit de notre mentalité à propos de la peur. ». Sorti en 1994, Freddy sort de la nuit, malgré un résultat au box-office décevant,,, est salué par la critique, étant cité comme un film de « métahorreur » influent. Joe Leydon de Variety a déclaré qu'elle « prouve qu'elle est toujours l'une des scream queens les plus ingénieuses du cinéma ici ». Langenkamp participe au film de super-héros à petit budget de Robert Kurtzman, The Demolitionist (1995). En 1997, elle interpréte Lou Ann Solomon dans un épisode de la série télévisée de science-fiction horrifique de courte durée Expériences interdites. Deux ans plus tard, elle est à l'affiche du  film de science-fiction Contre-offensive, qui connaît une sortie directement en vidéo.

### Diversification et retour (années 2000-...)

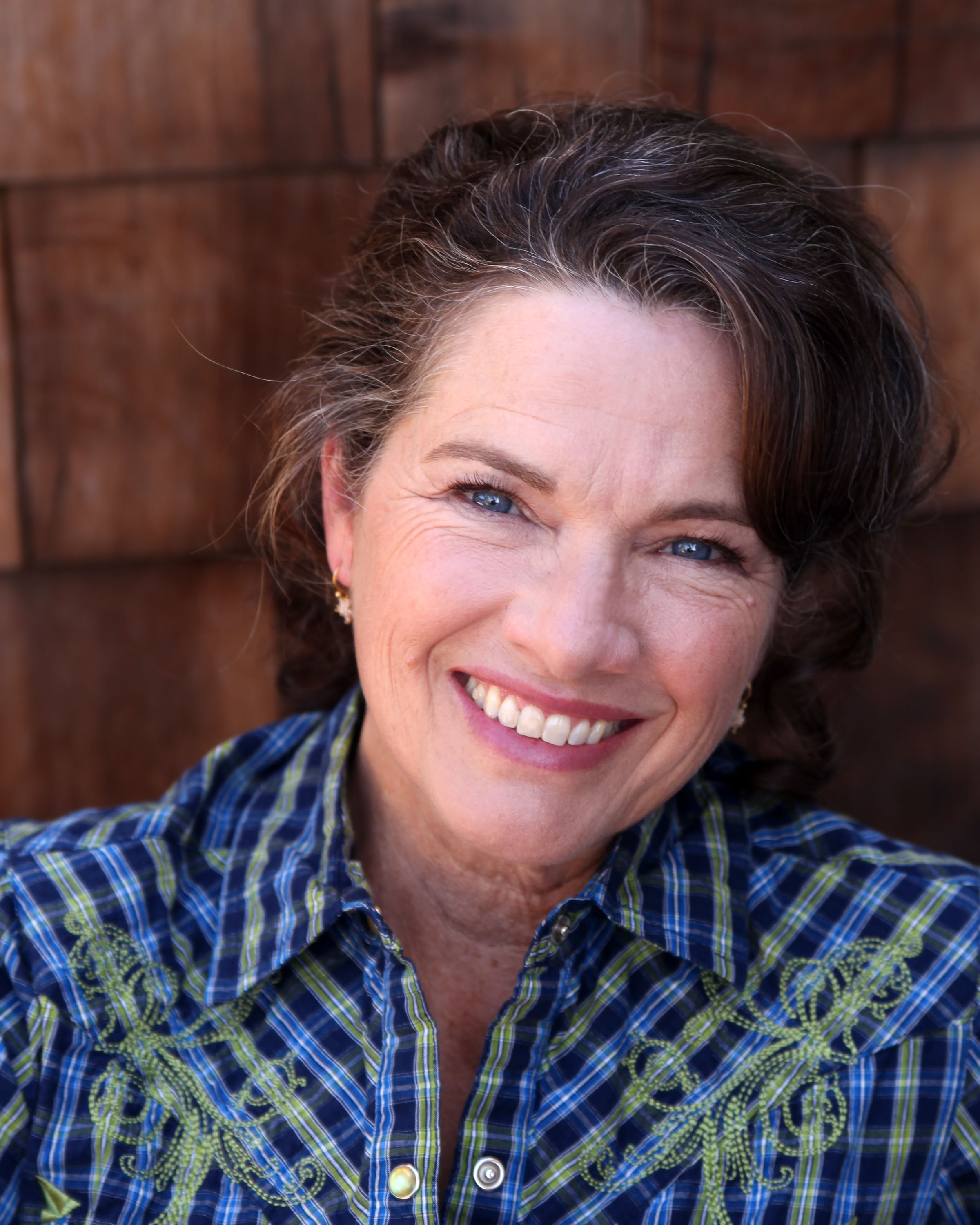
Langenkamp en 2023.

En 2000, elle fait une apparition en guest star dans La Loi du fugitif en tant que serveuse. L'année suivante, avec son mari, David LeRoy Anderson, elle lance la Malibu Gum Factory qui vend des chewing-gums fabriqués localement avec des cartes à collectionner de surfeurs locaux à l'intérieur de chaque paquet. Après une apparition dans un épisode de la série JAG en 2002, Langenkamp met sa carrière d'actrice en pause pour se concentrer sur sa famille. Langenkamp a interprété une version fictive d'elle-même dans le film indépendant de faux documentaire The Bet (2007).
Langenkamp a produit et fait la narration du documentaire Never Sleep Again: The Elm Street Legacy ( 2010). L'année suivante, elle produit un documentaire intitulé I Am Nancy (2010), qui se concentrait sur son expérience dans le rôle de Nancy dans les films de la série Freddy. Elle interpréte Dorothy dans le film d'horreur The Butterfly Room (2012).
En tant que partenaire de la société de maquillage d'effets spéciaux de son mari, AFX Studio, elle a travaillé sur les films d'horreur L'Armée des morts et La Cabane dans les bois. 
En 2013, elle joue dans Star Trek Into Darkness.
En 2017, elle tourne au cinéma dans Hellraiser: Judgment.
En 2022, elle incarne le Dr Georgina Stanton dans la série The Midnight Club.

## Filmographie

### Cinéma

#### Longs métrages
- 1984 : Nickel Mountain (en) de Drew Denbaum : Callie Wells
- 1984 : Les Griffes de la nuit (A Nightmare on Elm Street) de Wes Craven : Nancy Thompson
- 1987 : Les Griffes du cauchemar (A Nightmare On Elm Street 3: Dream Warriors) de Chuck Russell : Nancy Thompson
- 1989 : Shocker de Wes Craven : La victime (caméo)
- 1994 : Freddy sort de la nuit (New Nightmare) de Wes Craven : Heather Langenkamp / Nancy Thompson
- 1995 : The Demolitionist de Robert Kurtzman : Christy
- 1999 : Contre-offensive (Fugitive Mind) de Fred Olen Ray : Suzanne Hicks
- 2010 : Never Sleep Again : The Elm Street Legacy de Daniel Farrands et Andrew Kasch : La narratrice
- 2012 : The Butterfly Room (en) de Jonathan Zarantonello : Dorothy
- 2013 : Star Trek Into Darkness de J. J. Abrams : Moto (caméo)
- 2016 : Home de Frank Lin : Heather
- 2017 : Hellraiser: Judgment de Gary J. Tunnicliffe : La propriétaire
- 2019 : Getting the Kinks Out de Michael Charles Lopez : Esther
- 2019 : Portal de Dean Alioto : Fiona
- 2021 : My Little Pony : Nouvelle Génération (My Little Pony: A New Generation) de Robert Cullen et Jose Ucha : Mayflower / La mère confuse (voix)
- 2024 : The Life of Chuck de Mike Flanagan : Vera
- 2024 : Little Bites de Spider One : Ellenor
- 2024 : Plea de Brian McQuery : Ruth Dillon
- 2024 : Stalked de Wesley Mellott : Mercy Crenshaw

#### Courts métrages
- 2015 :  Intruder de Brian McQuery : Sally
- 2017 : The Sub de Dan Samiljan : Senora Babcock
- 2018 : Unholy Blood de D. M. Cunningham
- 2019 : Road Trash de Natacha Pascetta : La narratrice
- 2020 : #StopTheNightmare de James Wineman : Nancy Thompson
- 2020 : Cottonmouth de Danny Salemme : Jenn
- 2021 : Glitch de Rebecca Berrih : La mère d'Emily
- 2024 : The Magic Shop de Nick Simon : Tante Jen

### Télévision

#### Séries télévisées
- 1985 : Suburban Beat : Hope Sherman
- 1986 : CBS Schoolbreak Special : Erica
- 1986 : ABC Afterschool Special : Paula Finkle
- 1986 : Heart of the City (en) : Audrey
- 1987 : Les Aventures de Beans Baxter (The New Adventures of Beans Baxter) : Tracy
- 1987 : Hôtel (Hotel) : Monica
- 1988 - 1990 : Un toit pour dix (Just the Ten of Us) : Marie Lubbock
- 1988 - 1990 : Quoi de neuf docteur ? (Growing Pains) : Marie Lubbock / Amy Boutilier
- 1997 : Expériences interdites (Perversions of Science) : Lou Ann Salomon
- 1999 : Partners : Suzanne
- 2000 : La Loi du fugitif (18 Wheels of Justice) : La serveuse
- 2002 : JAG : Janet Thompson
- 2015 : The Bay : Sharon Monroe
- 2020 : JJ Villard's Fairy Tales : Charla (voix)
- 2022 : The Midnight Club : Dr Georgina Stanton/ Détective Black/ Le Diable/ Détective Fisher

#### Téléfilms
- 1984 : Passions de Sandor Stern : Beth
- 1994 : Tonya & Nancy : The Inside Story de Larry Shaw : Nancy Kerrigan
- 2017 : Truth or Dare (en) de Nick Simon : Donna Boone

### Réalisatrice
- 2008 : Prank

## Distinctions

### Récompenses
- Festival international du film fantastique d'Avoriaz 1985 : Lauréate de la Mention Spéciale de la meilleure actrice dans un film d'horreur pour Les Griffes de la nuit (A Nightmare on Elm Street) (1984) pour le rôle de Nancy Thompson.
- 1994 : Fangoria Chainsaw Awards de la meilleure actrice dans un film d'horreur pour Freddy sort de la nuit (New Nightmare) (1994) pour le rôle de Nancy Thompson.
- Fangoria Chainsaw Awards 1994 : Lauréate du Prix Fangoria Horror Hall of Fame.
- Louisville Fright Night Film Fest 2010 : Lauréate du Prix de la reine de la peur de l'année.
- Atlanta Horror Film Festival 2020 : Lauréate du Prix du Festival de la meilleure actrice dans un court-métrage pour Cottonmouth (2020).
- 2021 : IndieFEST Film Awards de la meilleure distribution dans un court-métrage biographique pour The Bet (2016) partagée avec Federica Del Col, Francesco Roder, Iselin Mork, Claudia Soberón, Alfonso Cuarón, Ele Keats, Piera Detassis, Davide Giacometti, Maria Galiano-Sperandio, Cosetta Perin, Monica Beltrame, Domenico Procacci, Priscilla Fontanelli, Francesco Morgante, Michela Mion et Luca Ferri.

### Nominations
- 1985 : Young Artist Awards de la meilleure actrice dans un film d'horreur pour Les Griffes de la nuit (A Nightmare on Elm Street) (1984) pour le rôle de Nancy Thompson.

## Voix francophones
En France, Heather Langenkamp n'a pas de voix française attitrée, ayant été doublées à plusieurs reprises à chaque films ou séries dans lesquels elle apparaît. Au Québec, elle a été doublée par Geneviève De Rocray sur Freddy sort de la nuit. 
Voix françaises
- Séverine Morisot dans Les Griffes de la nuit
- Nathalie Spitzer dans Un toit pour dix[38] (série télévisée, 1re voix)
- Marie-Christine Robert dans Un toit pour dix[39] (série télévisée, 2e voix)
- Catherine Le Hénan dans Freddy sort de la nuit
- Marianne Leroux dans Midnight Club[39] (série télévisée)